# Cestrum cahosianum
Cestrum cahosianum är en potatisväxtart som beskrevs av Ignatz Urban och Ekman. Cestrum cahosianum ingår i släktet Cestrum och familjen potatisväxter. Inga underarter finns listade i Catalogue of Life.